# プロリンラセマーゼ
プロリンラセマーゼ (Proline racemase、EC 5.1.1.4) は、以下の化学反応を触媒する酵素である。
L-プロリン {\displaystyle \rightleftharpoons } D-プロリン
従って、基質はL-プロリンまたはD-プロリン、生成物はD-プロリンまたはL-プロリンである。
系統名はプロリンラセマーゼである。この酵素は、アルギニン及びプロリンの代謝に関与している。また、細菌においては、L-プロリンとD-プロリンの相互変換を触媒している。

## 種の分布
最初に同定された真核生物のプロリンラセマーゼは、クルーズトリパノソーマ(Trypanosoma cruzi)のものであり、Q9NCP4として登録された。この寄生虫の酵素TcPRACは、補因子を必要としないプロリンラセマーゼで、T. cruziが感染してこの酵素が放出されると、B細胞を細胞分裂させ、寄生虫が逃げるのを助けた。
医学上及び獣医学上で重要なプロリンラセマーゼには、Clostridium difficileのQ17ZY4やTrypanosoma vivaxのB8LFE4がある。

## 構造
プロリンラセマーゼの生化学機構は、1960年代にCardinaleとAbelesにより、Clostridium sticklandiiのCsPRACを用いて研究が進められた。2006年には、TcPRACを競合阻害剤として知られていたピロールカルボン酸とともに共結晶化して構造を解いたBuschiazzo、Goytiaらにより修正された。これらの研究により、酵素は2つの触媒ポケットを持つことが示された。その後、等温滴定型熱量計により、溶液中でピロールカルボン酸2分子がTcPRACと結合し、恐らくは負の協同性の機構のためこの結合が時間依存であることが示された。さらに生化学上の新しい知見も、単量体に活性部位が2つあることと合致し、それまでの単量体当たり1つの活性部位という見方に変更を迫った。

## 関連文献
- Stadtman TC and Elliott P (October 1957). “Studies on the enzymic reduction of amino acids. II. Purification and properties of D-proline reductase and a proline racemase from Clostridium sticklandii”. J. Biol. Chem. 228 (2):  983-97. PMID 13475375.
- Stenta M, Calvaresi M, Altoe P, Spinelli D, Garavelli M, Bottoni A (January 2008). “The catalytic activity of proline racemase: a quantum mechanical/molecular mechanical study”. J Phys Chem B 112 (4):  1057-9. doi:10.1021/jp7104105. PMID 18044876.
- Chamond N, Goytia M, Coatnoan N, Barale JC, Cosson A, Degrave WM, Minoprio P (October 2005). “Trypanosoma cruzi proline racemases are involved in parasite differentiation and infectivity”. Mol. Microbiol. 58 (1):  46-60. doi:10.1111/j.1365-2958.2005.04808.x. PMID 16164548.
- Chamond N, Cosson A, Blom-Potar MC, Jouvion G, D'Archivio S, Medina M, Droin-Bergere S, Huerre M, Goyard S, Minoprio P (2010). “Trypanosoma vivax infections: pushing ahead with mouse models for the study of Nagana. I. Parasitological, hematological and pathological parameters”. PLoS Negl Trop Dis 4 (8):  e792. doi:10.1371/journal.pntd.0000792. PMC 2919405. PMID 20706595.
- Blom-Potar MC, Chamond N, Cosson A, Jouvion G, Droin-Bergere S, Huerre M, Minoprio P (2010). “Trypanosoma vivax infections: pushing ahead with mouse models for the study of Nagana. II. Immunobiological dysfunctions”. PLoS Negl Trop Dis 4 (8). doi:10.1371/journal.pntd.0000793. PMC 2919407. PMID 20711524.
- Conti P, Tamborini L, Pinto A, Blondel A, Minoprio P, Mozzarelli A, De Micheli C (September 2011). “Drug Discovery Targeting Amino Acid Racemases”. Chem Rev 111 (11):  6919-46. doi:10.1021/cr2000702. PMID 21913633.